# Villers-la-Montagne
Villers-la-Montagne – miejscowość i gmina we Francji, w regionie Grand Est, w departamencie Meurthe i Mozela.
Według danych na rok 1990 gminę zamieszkiwało 1226 osób, a gęstość zaludnienia wynosiła 68 osób/km² (wśród 2335 gmin Lotaryngii Villers-la-Montagne plasuje się na 319. miejscu pod względem liczby ludności, natomiast pod względem powierzchni na miejscu 234.).